# Мансфілд (Іллінойс)
Мансфілд (англ. Mansfield) — селище (англ. village) в США, в окрузі Піатт штату Іллінойс. Населення — 928 осіб (2020).

## Географія
Мансфілд розташований за координатами 40°12′43″ пн. ш. 88°30′31″ зх. д. / 40.21194° пн. ш. 88.50861° зх. д. (40.212039, -88.508744).  За даними Бюро перепису населення США в 2010 році селище мало площу 1,43 км², з яких 1,37 км² — суходіл та 0,06 км² — водойми.

## Демографія
Згідно з переписом 2010 року, у селищі мешкало 906 осіб у 385 домогосподарствах у складі 278 родин. Густота населення становила 633 особи/км².  Було 414 помешкання (289/км²).
Расовий склад населення:
| - 98,9 % — білих - 0,1 % — корінних американців - 0,1 % — азіатів |

До двох чи більше рас належало 0,4 %. Частка іспаномовних становила 1,8 % від усіх жителів.
За віковим діапазоном населення розподілялося таким чином: 20,0 % — особи молодші 18 років, 63,1 % — особи у віці 18—64 років, 16,9 % — особи у віці 65 років та старші. Медіана віку мешканця становила 44,1 року. На 100 осіб жіночої статі у селищі припадало 105,0 чоловіків;  на 100 жінок у віці від 18 років та старших — 95,9 чоловіків також старших 18 років.
Середній дохід на одне домашнє господарство  становив 59 847 доларів США (медіана — 45 000), а середній дохід на одну сім'ю — 67 372 долари (медіана — 60 750). Медіана доходів становила 47 292 долари для чоловіків та 33 750 доларів для жінок. За межею бідності перебувало 11,6 % осіб, у тому числі 22,7 % дітей у віці до 18 років та 9,2 % осіб у віці 65 років та старших.
Цивільне працевлаштоване населення становило 445 осіб. Основні галузі зайнятості: освіта, охорона здоров'я та соціальна допомога — 27,2 %, роздрібна торгівля — 13,0 %, виробництво — 10,6 %, транспорт — 9,0 %.